# Rumex mezei
Rumex mezei är en slideväxtart som beskrevs av Heinrich Carl Haussknecht. Rumex mezei ingår i släktet skräppor, och familjen slideväxter. Inga underarter finns listade i Catalogue of Life.